# Espace Arthur Masson

L’Espace Arthur Masson est un centre de mémoire socioculturelle régionale inspiré par les œuvres de l’écrivain wallon Arthur Masson. Sis à Treignes (commune de Viroinval) en province de Namur (Belgique). Par son musée et diverses animations le centre fait revivre le monde socioculturel rural de la Thiérache belge des années de l'Entre-deux-guerres.  

## Description
Occupant quatre anciennes maisons du village de Treignes (dont l’ancienne école de filles’) de part et d’autre de la rue Defraire (route nationale 99), l’espace fait revivre de façon pédagogique et récréative le monde de Toine Culot, ‘Obèse ardennais’, et ‘Maïeur de Trignolles’  (Treignes est rebaptisé ‘Trignolles’ dans la fiction), héros des cinq premiers romans d’Arthur Masson (la Toinade), auteur régional (le Pagnol wallon). 
- L’école d’autrefois. Classe d’époque (1932) avec cloche, tableau noir et craie, bancs de bois avec encriers, ardoises et touches...  Animation ludique avec instituteur, tablier d’école et même pédagogie et discipline d’époque (y compris punitions !) : « Il était sévère mais au moins on écoutait… ».
- Le parcours-spectacle ‘son-et-lumière' dans l’univers de Toine Culot : 11 scènes tirées des cinq premiers volumes – tous écrits avant la Seconde Guerre mondiale – de l’histoire de Toine Culot et ses compères de Trignolles. Le parcours, avec film pédagogique illustre la vie rurale de la Thiérache d’antan (années 1930).
- Wallonie-Nature. Promenade guidée dans le village de Treignes avec rencontre des anciens métiers liés au monde rural de la région du Viroin : herdier, sabotier, scieur de long, La carrière, le lavoir. Aspect ludique familial de l’énigme du ‘meurtre d’Adèle’ à résoudre.